# Raz Segal
Raz Segal (רז סגל) est un historien israélien vivant aux États-Unis, spécialiste de la Shoah et des génocides, enseignant à l’université de Stockton (en), où il dirige aussi le programme d’études de la Shoah et des génocides,. Il a écrit de nombreux ouvrages sur la Shoah dans la Ruthénie subcarpathique, basé sur des analyses de sources primaires et secondaires en hébreu, anglais, allemand, yiddish et hongrois.

## Jeunesse
Raz Segal est né en Israël de parents juifs de Roumanie et de Bulgarie, qui ne sont pas survivants de la Shoah, ayant échappé à toute déportation.
Après avoir effectué son service militaire, il voyage en Inde et commence des études en histoire juive à l’université de Tel Aviv. Il reçoit la bourse d’études Thomas Arthur Arnold de l’université de Tel Aviv où il étudie sous la direction de Yehuda Bauer dont il est le dernier étudiant dont il ait dirigé les recherches. Il reçoit son Ph. D. (doctorat) à l’université Clark de Worcester où il étudie sous la direction de Debórah Dwork ; il enseigne en Israël plusieurs années avant d’être recruté par l’université de Stockton.

## Carrière
Il commence sa carrière à l’université de Haïfa, où il dirige en 2012 le programme international d’études de la Shoah.
Après ses prises de position sur le génocide de Gaza, il est invité par l’université libre de Bruxelles pour donner quatre conférences en décembre 2024 sur le thème de Holocaust Bystanders: a History of the Modern State at War (en anglais : Spectateurs de l’Holocauste : une histoire de l’État moderne en guerre).

## Positions
Dans le contexte des premiers jours de la guerre de Gaza, Segal a qualifié le blocus de Gaza par Israël — refus de fournir ou de laisser acheminer eau, nourriture, énergie aux populations civiles de Gaza — comme un « cas d’école de génocide » et l’a relié à la Nakba, l’expulsion et les massacres des Palestiniens au moment de la création d’Israël, en 1948,. Selon Segal, les forces de défense d'Israël (FDI) sont activement engagées dans trois actions génocidaires : meurtres, sévères blessures infligées, et mise en place de mesures destinées à détruire le peuple palestinien. Comme preuve, il cite la stratégie de guerre totale des FDI, la destruction de vastes étendues de Gaza et le blocus strict sur les biens essentiels. Sa tribune a ouvert le débat à propos du génocide de Gaza.
Cette prise de position lui a valu l’annulation de son recrutement par l’université du Minnesota pour diriger le Centre de recherche sur la Shoah et les génocides. Cette annulation est le résultat d’une campagne menée par le groupe pro-israélien Jewish Community Relations Council of Minnesota and the Dakotas (en) et la démission de deux des membres du bureau du centre opposés au recrutement de Segal,.

## Travaux
- (he) Raz Segal, Ymey ḥwrban : hamerkaz hayhwdiy bMwnqaʾṣ' bitqwpat haŠwʾah / Raz Segal ; ימי חורבן  : המרכז היהודי במונקאץ' בתקופת השואה / רז סגל, Jérusalem : Yad Vashem, haMakwn habeyn-lʾwmiy lḥeqer haŠwʾah, 5771/2011
- (en) Raz Segal, Days of Ruin: The Jews of Munkács During the Holocaust, Yad Vashem, 2013 (ISBN 978-965-308-428-5)[14]
- (en) Raz Segal, Genocide in the Carpathians: War, Social Breakdown, and Mass Violence, 1914 – 1945, Stanford University Press, 2016 (ISBN 978-0-8047-9897-6)[15],[16],[17],[18],[19],[20],[21]

- VIAF
- ISNI
- BnF (données)
- IdRef
- LCCN
- GND
- Pays-Bas
- Israël
- NUKAT
- Tchéquie
- WorldCat